# Lijst van voetbalinterlands Thailand - Zuid-Vietnam
Deze lijst van voetbalinterlands is een overzicht van alle officiële voetbalwedstrijden tussen de nationale teams van Thailand en Zuid-Vietnam. De landen speelden negentien keer tegen elkaar. De eerste ontmoeting, een vriendschappelijke wedstrijd, werd gespeeld in Bangkok op 13 december 1959. Het laatste duel, een kwalificatiewedstrijd voor de Azië Cup 1976, vond plaats op 21 maart 1975 in de Thaise hoofdstad.

## Wedstrijden
| №  | Plaats       | Datum            | Competitie                 | Wedstrijd               | Uitslag |
| -- | ------------ | ---------------- | -------------------------- | ----------------------- | ------- |
| 1  | Bangkok      | 13 december 1959 | Vriendschappelijk          | Thailand – Zuid-Vietnam | 0 – 4   |
| 2  | Bangkok      | 17 december 1959 | Vriendschappelijk          | Thailand – Zuid-Vietnam | 1 – 3   |
| 3  | Rangoon      | 11 december 1961 | Vriendschappelijk          | Zuid-Vietnam − Thailand | 0 − 0   |
| 4  | Rangoon      | 16 december 1961 | Vriendschappelijk          | Thailand − Zuid-Vietnam | 1 − 1   |
| 5  | Kuala Lumpur | 17 augustus 1963 | Vriendschappelijk          | Zuid-Vietnam − Thailand | 3 − 2   |
| 6  | Shah Alam    | 16 december 1965 | Vriendschappelijk          | Thailand − Zuid-Vietnam | 2 − 1   |
| 7  | Shah Alam    | 18 december 1965 | Vriendschappelijk          | Thailand − Zuid-Vietnam | 2 − 0   |
| 8  | Saigon       | 5 november 1966  | Vriendschappelijk          | Zuid-Vietnam − Thailand | 4 − 1   |
| 9  | Hongkong     | 24 maart 1967    | Azië Cup 1968 kwalificatie | Thailand − Zuid-Vietnam | 0 − 1   |
| 10 | Kuala Lumpur | 19 augustus 1967 | Vriendschappelijk          | Zuid-Vietnam − Thailand | 5 − 2   |
| 11 | Bangkok      | 14 december 1967 | Vriendschappelijk          | Thailand − Zuid-Vietnam | 0 − 5   |
| 12 | Kuala Lumpur | 17 augustus 1968 | Vriendschappelijk          | Zuid-Vietnam − Thailand | 3 − 2   |
| 13 | Saigon       | 1 november 1970  | Vriendschappelijk          | Zuid-Vietnam − Thailand | 1 − 0   |
| 14 | Bangkok      | 11 december 1970 | Aziatische Spelen 1970     | Thailand − Zuid-Vietnam | 1 − 0   |
| 15 | Kuala Lumpur | 7 augustus 1971  | Vriendschappelijk          | Zuid-Vietnam − Thailand | 4 − 2   |
| 16 | Shah Alam    | 18 december 1971 | Vriendschappelijk          | Thailand − Zuid-Vietnam | 0 − 0   |
| 17 | Seoel        | 16 mei 1973      | WK 1974 kwalificatie       | Thailand − Zuid-Vietnam | 0 − 1   |
| 18 | Saigon       | 9 november 1974  | Vriendschappelijk          | Zuid-Vietnam − Thailand | 3 − 2   |
| 19 | Bangkok      | 21 maart 1975    | Azië Cup 1976 kwalificatie | Thailand − Zuid-Vietnam | 4 − 0   |

## Samenvatting
| Competitie            | Totaal gespeeld | Winst Thailand | Gelijk | Winst Zuid-Vietnam | Doelsaldo Thailand – Zuid-Vietnam |
| --------------------- | --------------- | -------------- | ------ | ------------------ | --------------------------------- |
| WK-kwalificatie       | 1               | 0              | 0      | 1                  | 0 − 1                             |
| Azië Cup-kwalificatie | 2               | 1              | 0      | 1                  | 4 − 1                             |
| Aziatische Spelen     | 1               | 1              | 0      | 0                  | 1 − 0                             |
| Vriendschappelijk     | 15              | 2              | 3      | 10                 | 17 − 37                           |
| Totaal                | 19              | 4              | 3      | 12                 | 22 – 39                           |

FAT · A-internationals · Bondscoaches · Statistieken · Thais vrouwenelftal · Thailand U21 · Thailand U20 · Thailand U19 · Thailand U18 · Thailand U17
1950 – 1959 · 
1960 – 1969 · 
1970 – 1979 · 
1980 – 1989 · 
1990 – 1999 · 
2000 – 2009 · 
2010 – 2019 ·
2020 − 2029
Asian Cup 1972 ·
Asian Cup 1992 · 
Asian Cup 1996 · 
Asian Cup 2000 · 
Asian Cup 2004 · 
Asian Cup 2007
OS 1956 · 
OS 1968
1956 · 
1957 · 
1958 · 
1959 · 
1960 · 
1961 · 
1962 · 
1963 · 
1964 · 
1965 · 
1966 · 
1967 · 
1968 · 
1969 · 
1970 · 
1971 · 
1972 · 
1973 · 
1974 · 
1975 · 
1976 · 
1977 · 
1978 · 
1979 · 
1980 · 
1981 · 
1982 · 
1983 · 
1984 · 
1985 · 
1986 · 
1987 · 
1988 · 
1989 · 
1990 · 
1991 · 
1992 · 
1993 · 
1994 · 
1995 · 
1996 · 
1997 · 
1998 · 
1999 · 
2000 · 
2001 · 
2002 · 
2003 · 
2004 · 
2005 · 
2006 · 
2007 · 
2008 · 
2009 · 
2010 · 
2011 · 
2012 · 
2013 ·
2014 ·
2015 ·
2016 ·
2017 ·
2018 ·
2019 ·
2020 ·
2021 ·
2022 ·
2023
Afghanistan ·
Australië ·
Bahrein ·
Bangladesh ·
Bhutan ·
Brazilië ·
Brunei ·
Bulgarije ·
Cambodja ·
China ·
Congo-Brazzaville ·
Denemarken ·
Duitsland ·
Egypte ·
Estland ·
Faeröer ·
Filipijnen ·
Finland ·
Gabon ·
Georgië ·
Ghana ·
Hongkong ·
India ·
Indonesië ·
Irak ·
Iran ·
Israël ·
Japan ·
Jemen ·
Jordanië ·
Kameroen · 
Kazachstan ·
Kenia ·
Kirgizië ·
Koeweit ·
Laos ·
Letland ·
Libanon ·
Liberia ·
Libië ·
Liechtenstein ·
Luxemburg ·
Macau ·
Malediven ·
Maleisië ·
Malta ·
Marokko ·
Myanmar ·
Nederland ·
Nepal ·
Nieuw-Zeeland ·
Nigeria ·
Noord-Ierland ·
Noord-Korea ·
Noorwegen ·
Oezbekistan ·
Oman ·
Oost-Timor ·
Pakistan ·
Palestina ·
Papoea-Nieuw-Guinea ·
Polen ·
Qatar ·
Saoedi-Arabië ·
Singapore ·
Slowakije ·
Sri Lanka ·
Suriname ·
Syrië ·
Taiwan ·
Tadzjikistan ·
Trinidad en Tobago ·
Turkmenistan ·
Uruguay ·
Verenigde Arabische Emiraten ·
Verenigde Staten ·
Vietnam ·
Zuid-Afrika ·
Zuid-Korea ·
Zuid-Vietnam ·
Zweden
VFA
1949 – 1959 · 
1960 – 1969 · 
1970 – 1975
Azië Cup 1956 · 
Azië Cup 1960
Australië ·
Bangladesh ·
Cambodja ·
Filipijnen ·
Hongkong ·
India ·
Indonesië ·
Israël ·
Japan ·
Koeweit ·
Laos ·
Maleisië ·
Myanmar ·
Nieuw-Zeeland ·
Pakistan ·
Singapore ·
Taiwan ·
Thailand ·
Zuid-Korea